# Przejście graniczne Dżalama
Przejście graniczne Dżalama (ang. Jalamah Checkpoint) – punkt kontrolny na granicy między Izraelem a Autonomią Palestyńską. Pełni on funkcję drogowego przejścia granicznego. Jest on położony w południowo-wschodnim krańcu Doliny Jezreel w Dolnej Galilei. W jego bezpośrednim sąsiedztwie znajdują się po stronie Izraela arabska wioska Mukajbila, a po stronie palestyńskiej wioska Dżalama.

## Informacje podstawowe
Punkt kontrolny Dżalama umożliwia przekroczenie wybudowanego w 2003 roku muru bezpieczeństwa, który oddziela terytorium Izraela od Autonomii Palestyńskiej. Jest on przez całą dobę obsługiwany przez żołnierzy Sił Obronnych Izraela oraz pracowników firm ochroniarskich. Punkt kontrolny ma rozbudowaną infrastrukturę i spełnia funkcję podobną do terminala przejścia granicznego. Jest on zamknięty dla Palestyńczyków, z wyjątkiem osób posiadających zezwolenia na wjazd do Izraela oraz mieszkańców Wschodniej Jerozolimy. Dozwolone jest przejście tylko piesze. Tutejszy terminal jest wykorzystywany także do transportu towarów między Izraelem a Autonomią Palestyńską. Na terminalu odbywa się przeładowywanie towarów z samochodów palestyńskich do izraelskich. Przejście jest otwierane rano o godz. 5:00, aby umożliwić Palestyńczykom wejście do Izraela do pracy. Od godz. 8:00 otwiera się przejście dla pojazdów jadących z Izraela do Autonomii Palestyńskiej. W godz. 12:00-13:00 i 14:00-17:30 przejście jest zamknięte. Od 17:30 do 19:00 Palestyńczycy mogą powracać z pracy w Izraelu na terytorium palestyńskie. W czasie świąt muzułmańskich przepisy się łagodzi i wydłuża godziny pracy przejścia.

## Komunikacja
Z przejścia granicznego wychodzi w kierunku północnym droga nr 60, którą można dojechać do pobliskiego miasta Afula. Natomiast po stronie palestyńskiej droga nr 588 prowadzi na południe do miasta Dżanin.